# Mont Bove (Chili)
Le mont Bove est une montagne du Sud du Chili située dans la partie orientale de la cordillère Darwin. Il s'élève à 2 300 m d'altitude.

## Source de la traduction
- (en) Cet article est partiellement ou en totalité issu de l’article de Wikipédia en anglais intitulé « Monte Bove (Chile) » (voir la liste des auteurs).